# Xabier Erkizia
Xabier Erkizia Martikorena, né le 27 octobre 1975 à Lesaka (Navarre), est un musicien, producteur, journaliste et artiste sonore espagnol.
Ses pratiques vont de la radio à la production musicale, l'écriture (articles d'opinion sur la musique, essais), la composition de bandes sonores (pour le cinéma, le théâtre, la danse), jusqu'à un versant son plus expérimental (installations, musique concrète...). Il a collaboré avec des artistes de différentes disciplines et provenances.

## Biographie
Xabier Erkizia étudie la radiotélévision à Bilbao. Il publie diverses bandes dessinées dans la revue de bandes dessinées Napartheid (eu),.
Dans le milieu du journalisme, il participe régulièrement à l'émission Arratsean d'Euskadi Irratia et publie dans le quotidien Berria.
Entre 2006 et 2011, il réalise le projet Ornitorrinkus avec Judith Montero (eu) (saxophone - soprano, alto, ténor et baryton) et Maialen Lujanbio (textes et voix). Ornitorrinkus est un projet artistique hybride de mots et sons qui combine le bertsolarismo, la musique contemporaine et l'électronique.
En 2022, le court métrage El sembrador de estrellas (de), réalisé par Lois Patiño (ca) et pour lequel il a créé le son, remporte un prix à la Berlinale.

## Récompenses et distinctions
- 2024 : prix de la Sociedad Internacional de Cinéfilos (es) (International Cinephile Society) pour Samsara (es) (2023) : meilleure conception sonore (partagé avec Luca Rullo)

- (en) Xabier Erkizia: Awards, sur l'Internet Movie Database